# Balé
Balé er en af de 45 provinser i Burkina Faso, hvor hovedstaden hedder Boromo. Provinsen har et areal på 4.595 km² og et indbyggertal på 197.000 (2005 est.)
Boromo ligger på hovedvejen fra Ouagadougou til Bobo-Dioulasso og er kendt for sin nationalpark, hvor man kan se Afrikansk savanneelefantflokke.
Bale er opdelt i 8 departementer:
- Bagassi
- Bana
- Boromo
- Fara
- Oury
- Pa
- Poura
- Yaho

11°42′N 3°10′V / 11.7°N 3.17°V